# Phelsuma comorensis
Espèce
Synonymes
- Phelsuma laticauda var. comorensis Boettger, 1913

Statut de conservation UICN

 LC  : Préoccupation mineure
Statut CITES
Phelsuma comorensis est une espèce de geckos de la famille des Gekkonidae.

## Répartition
Cette espèce est endémique de la Grande Comore dans l'archipel des Comores.

## Étymologie
Son nom d'espèce, composé de comor[e] et du suffixe latin -ensis, « qui vit dans, qui habite », lui a été donné en référence au lieu de sa découverte.

## Publication originale
- Boettger, 1913 : Reptilien und Amphibien von Madagascar, den Inseln und dem Festland Ostafrikas. in Voeltzkow, Reise in Ost-Afrika in den Jahren 1903-1905 mit Mitteln der Hermann und Elise geb. Heckmann-Wentzel-Stiftung. Wissenschaftliche Ergebnisse. Systematischen Arbeiten. vol. 3, no 4, p. 269-376 (texte intégral).

## Biographie
- Greckhamer, 1995 : Bemerkungen zur Haltung und Zucht sowie zum Verhalten von Phelsuma comorensis Boettger, 1913 im Terrarium. Herpetofauna, vol. 17, n. 95, p. 6-16.